# Edward Scissorhands
Edward Scissorhands és una pel·lícula estatunidenca de l'any 1990, dirigida per Tim Burton.

## Argument
La pel·lícula s'inicia amb una conversa col·loquial entre una àvia i la seva neta, la qual contempla a través de la finestra com cau la neu, i ella, curiosa, demana a la dona per què neva. Així doncs, comença a explicar el relat...
La seva història s'inicia cap a la dècada dels 70, quan una venedora de maquillatge entra a una mansió amb l'objectiu de vendre els seus productes de bellesa. Quan entra es troba amb l'Edward, un jove que va ser creat a partir d'un robot, i que com que el seu creador va morir i no el va poder acabar, no té mans. Decideix portar-lo a casa seva.
Ningú en la seva família (el seu marit Bill i el seu fill Kevin) semblen incòmodes amb la presència de l'Edward, fins i tot els veïns s'interessen pel misteri del convidat de Peg. Però quan arriba Kim, la filla gran de la Peg, es desfermen una sèrie de problemes, ja que ella sí que se sent incòmoda amb l'Edward a casa. L'Edward s'enamora d'ella. Però ella ja té xicot, en Jim, el qual intenta evitar els sentiments cap a l'Edward.
Com que és molt innocent, molts dels veïns de Peg s'aprofiten d'ell, fent que els talli el cabell, els podi el jardí o esculpeixi figures fantàstiques. La Kim troba útil les "mans màgiques" de l'Edward, fent que obri la porta a en Jim a la seva pròpia casa, per robar diners al seu pare. En el moment en què són descoberts per la policia és abandonat per tots, excepte per Kim. En aquell moment és quan ella descobreix el que sent per l'Edward, no és llàstima ni compassió: és amor. L'Edward és alliberat després d'un examen psicològic, que revela que el seu aïllament va permetre que visqués sense sentit de la realitat i el sentit comú. Durant el Nadal, l'Edward és temut per gairebé tot el món al seu voltant, excepte la família Bogs.
Mentre la família posa les decoracions de Nadal, l'Edward crea una escultura de gel amb forma d'àngel. Els trossets de gel van caient, i la Kim balla a sota. Aleshores en Jim crida a l'Edward, i llavors es distreu, i sense voler li fa un tall a la mà de la Kim. En Jim pensa que ho ha fet a propòsit, i utilitza això com una oportunitat per atacar a l'Edward, ple de gelosia. Quan la Kim el veu li diu que ha acabat amb ell, ell se'n va cap a la furgoneta del seu amic, on beuen. L'Edward torna a casa amb la Kim, i ella mira de consolar-lo. La situació empitjora quan en Kevin gairebé és atropellat per l'amic de Jim, ja que estava borratxo. L'Edward l'empeny fora del camí, i accidentalment li fa un tall a la cara, causant que tothom s'espanti. L'Edward fuig per tornar a la seva mansió, i tots els veïns el segueixen.
La Kim es dirigeix a la mansió abans que els veïns hi puguin arribar, i es reuneix amb l'Edward. En Jim apareix, i l'ataca brutalment, i ell no fa res fins que en Jim colpeja a la Kim, per mirar de defensar-la d'ell. L'Edward l'apunyala i l'empeny, cau per una finestra i mor. La Kim confessa el seu amor per l'Edward, i comparteix un petó amb ell, i per salvar-lo li diu al poble que s'havien matat entre ells en la baralla. Diu que el sostre s'havia esfondrat, i els va mostrar unes tisores semblants a les seves que havia trobat. Tothom va tornar a les seves cases.
Al final, l'anciana resulta ser la Kim, després d'un sospir contesta a la seva neta que neva perquè l'Edward està viu i fa escultures de gel, i la seva neta li suggereix que torni a visitar-lo, però ella li respon que no, ja que és una anciana i prefereix que ell la recordi com era abans, i tampoc ella no oblidarà que quan ell va anar a casa seva és quan va nevar primera vegada, i que no podria continuar fent-ho si ell no visqués.

## Personatges
- Johnny Depp com a Edward: El protagonista. Un jove solitari i ingenu amb unes tisores en lloc de mans. És trobat per la promotora de maquillatge Peg Boggs, i ella el treu de la seva mansió aïllada per dur-lo a un barri de cases de colors pastels. L'Edward intenta demostrar a cada un dels veïns del veïnat que pot acceptar les coses de la vida i ser feliç. També ofereix una renovació pel veïnat sencer, ja que amb les navalles de les seves mans pot fer coses com podar una planta i fer-ne figures o de perruquer.
- Winona Ryder com a Kim Boggs: Una fràgil, bonica, brillant i amable adolescent, que s'enamora cada vegada més de l'Edward.
- Dianne Wiest com a Peg Boggs: Una típica mare sensible, que vol mostrar-li a l'Edward la vida que ell es mereix tractant-lo com un fill propi. La Peg té problemes amb el seu treball de promotora de productes de bellesa, fins que coneix a l'Edward.
- Alan Arkin com a Bill Boggs: Marit de Peg i pare de la Kim i en Kevin.
- Anthony Michael Hall com a Jim: L'antagonista i descuidat xicot de Kim, qui desaprova immediatament l'afecte de l'Edward cap a ella.
- Vincent Price com a L'inventor: Inventor de l'Edward, que mor abans de poder-li donar mans.
- Robert Oliveri com a Kevin Boggs: Germà de Kim, qui també acaba sent amic de l'Edward.
- Kathy Baker com a Joyce: La seductora amiga i veïna de Peg.
- O-Lan Jones com a Esmeralda: Una dona que creu que l'Edward ha arribat des de les flames de l'infern, i prova de convèncer a tot el veïnat d'ell. És una fanàtica religiosa.

## Curiositats
- En Tim Burton li va demanar a Vincent Price que interpretés l'inventor a la seva pel·lícula. La raó és que a en Tim Burton li encantava el treball d'aquest actor al cinema, i per això volia que aparegués a la seva pel·lícula com a homenatge. Però l'actor havia abandonat la sèrie en la qual treballava en aquell moment, i el seu paper a la pel·lícula fou més curt del previst, ja que estava malalt. Aquesta seria la seva última pel·lícula.

- Com que en Michael Jackson no va acceptar el paper d'Edward, Tom Cruise es va postular pel paper d'Edward, i també es van considerar Robert Downey Jr. i William Hurt.

- Nick Carter, membre del grup Backstreet Boys entre el 1995 i el 2002, fa una petita participació en la pel·lícula. És el noi que salta quan l'Edward està en el cotxe.

- En el capítol dels Simpson, "Homer mans de tisora" és una clara paròdia d'aquesta pel·lícula.

## Premis i nominacions

### Premis
- 1992. BAFTA al millor disseny de producció per Bo Welch

### Nominacions
- 1991. Oscar al millor maquillatge per Ve Neill i Stan Winston
- 1991. Globus d'Or al millor actor musical o còmic per Johnny Depp
- 1992. BAFTA al millor vestuari per Colleen Atwood
- 1992. BAFTA al millor maquillatge i perruqueria per Ve Neill
- 1992. BAFTA als millors efectes visuals per Stan Winston
- 1992. Grammy a la millor composició instrumental escriter per pel·lícula o televisió per Danny Elfman